# Ninomiya Masayuki
Ninomiya Masayuki est un nom japonais traditionnel ; le nom de famille (ou le nom d'école), Ninomiya, précède donc le prénom (ou le nom d'artiste).
Ninomiya Masayuki, né à Tokyo en 1938, est un professeur japonais de littérature française, et un traducteur. Ninomiya a été professeur honoraire à l'Université de Genève, ancien maître assistant puis professeur à l'Institut national des langues et civilisations orientales (1969-1998). Spécialiste de littérature française (notamment André Gide), de littérature générale et comparée, et de didactique du japonais à l'étranger, il a également enseigné à l'Université de Paris III (1976-1989, Département de littérature générale et comparée). Il a traduit en japonais la Correspondance André Gide-Paul Valéry.

## Publications
- Kobayashi Hideo no koto de Kobayashi Hideo, Iwanami Shoten, Tôkyô, 2000. (Geijutsu-enshô Monbu-kagaku daijin-shô, 2001).
- La pensée de Kobayashi Hideo - Un intellectuel japonais au tournant de l'Histoire, (thèse soutenue en 1989 à l’INALCO, Paris), Droz, Genève, 1995.
- Watashi no naka no Sharutoru/Chartres au cœur de ma mémoire, Chikuma Shobō, Tôkyô, 1990. (Nihon esseisuto kurabu shô, 1991).
- Traduction en japonais de la Correspondance André Gide-Paul Valéry, 2 Vol. Chikuma Shobō, Tôkyô, 1986.
- Premiers principes de japonais naruhodo